# Демидов, Юрий Николаевич
Демидов, Юрий Николаевич (род. 1 июня 1963, Елабуга) — советский и российский деятель органов внутренних дел. Руководитель аппарата Комитета Государственной думы по безопасности и противодействию коррупции (с 2017).
Начальник Главного управления по обеспечению охраны общественного порядка МВД России с 18 февраля 2010 по 10 марта 2014. Начальник Всероссийского института повышения квалификации сотрудников МВД России с 10 марта 2014 по 2017. Доктор юридических наук (2003). Генерал-лейтенант полиции (2011).

## Биография
Родился 1 июня 1963 года в городе Елабуга.
В 1985 году после окончания юридического факультета МГУ начал службу во внутренних войсках МВД СССР, в Дивизии имени Дзержинского.
В 1992 году окончил Академию управления МВД России и стал её преподавателем.
С 1997 по 2000 год работал в Главном управлении экономической безопасности и противодействия коррупции МВД России; в 2000—2001 годах — в Федеральной службе налоговой полиции России.
Неоднократно направлялся в служебные командировки для выполнения служебно-боевых задач в условиях боевых действий на территориях СССР и Северо-Кавказского региона. Участник боевых действий.
С 2001 по 2008 год — первый заместитель начальника Управление по борьбе с организованной преступностью Службы криминальной милиции МВД Российской Федерации (УБОП СКМ МВД России); в 2008—2009 годах был руководителем центра МВД России «Олимпиада 2014» в Сочи.
С 2009 по 2010 год — начальник Департамента охраны общественного порядка МВД России.
С 18 февраля 2010 года по 10 марта 2014 года — начальник Главного управления по обеспечению охраны общественного порядка и координации взаимодействия с органами исполнительной власти субъектов МВД Российской Федерации.
Указом Президента Российской Федерации от 12 июня 2011 года Ю. Н. Демидову было присвоено специальное звание «генерал-лейтенант полиции».
С 10 марта 2014 по 2017 год — начальник Всероссийского института повышения квалификации сотрудников МВД России. Сменил на этом посту Юрия Кокова. С 2017 года — руководитель аппарата Комитета Государственной думы по безопасности и противодействию коррупции.

## Семья
Женат, есть сын.
Отец — Николай Иванович — бывший министр внутренних дел Татарской АССР (1978—1983), начальник ГУБХСС МВД СССР (1983—1989), экс-начальник Института повышения квалификации работников милиции (1991—1994), экс-начальник Академии управления МВД России (1994—1997) генерал-лейтенант внутренний службы Николай Демидов. Руководил штабом МВД СССР по ликвидации последствий аварии на Чернобыльской АЭС (май — июнь 1986).
Брат — Виктор Николаевич — также стал милиционером, с 1983 по 1997 работал в казанском отделении московского филиала юридического заочного обучения при академии МВД СССР, до 2004 — заместитель начальника Казанского юридического института МВД России по научной работе. Полковник милиции в отставке. С ноября 2004 по ноябрь 2014 — судья и председатель Конституционного суда Республики Татарстан.

## Награды
- Орден Почёта
- Медаль «За отличие в охране общественного порядка»
- Юбилейная медаль «70 лет Вооружённых Сил СССР»
- Нагрудный знак «Почётный сотрудник МВД»